# دودو (بازیکن فوتبال، زاده ۱۹۷۴)
اندرسون هونوراتو کامپوس (به پرتغالی: Ricardo Lucas) بازیکن فوتبال در پست مهاجم اهل برزیل است که در شهر سائوپائولو و در تاریخ ۲ مهٔ ۱۹۷۴ به دنیا آمده‌است.

## باشگاهی
اندرسون هونوراتو کامپوس در تیم‌های فوتبال  پالمیراس، اولسان هیوندای، العین، واسکو دوگاما، فلومیننزه، سائوپائولو، سانتوس و بوتافوگو سابقهٔ حضور دارد. 

## تیم ملی
این بازیکن همچنین در سال، ۱۹۹۷ برای، تیم ملی فوتبال برزیل به میدان رفته‌است